# اس‌اس ایجپت
اس‌اس ایجپت (به انگلیسی: SS Egypt) یک کشتی بود که طول آن ۵۰۰ فوت (۱۵۰ متر) بود. این کشتی در سال ۱۸۹۷ ساخته شد.